# Stepaniwka (rejon krzemieńczucki)
Stepaniwka (ukr. Степанівка) – wieś na Ukrainie, w obwodzie połtawskim, w rejonie krzemieńczuckim, w hromadzie Semeniwka. W 2001 liczyła 541 mieszkańców, spośród których 531 wskazało jako ojczysty język ukraiński, 9 rosyjski, a 1 mołdawski.